# Geiswiller
Geiswiller – miejscowość i dawna gmina we Francji, w regionie Grand Est, w departamencie Dolny Ren. W 2013 roku populacja ówczesnej gminy wynosiła 205 mieszkańców. 
W dniu 1 stycznia 2018 roku z połączenia dwóch ówczesnych gmin – Geiswiller oraz Zœbersdorf – utworzono nową gminę Geiswiller-Zœbersdorf. Siedzibą gminy została miejscowość Geiswiller.